# Olga Merino
Olga Merino López (Barcelona, 1965) es una periodista, articulista y novelista española.

## Biografía
Nacida en Barcelona se formó en Ciencias de la Información. Ha vivido en Londres, donde cursó un máster en Historia y Literatura Latinoamericanas, y en Moscú tras el derrumbe de la Unión Soviética. Allí fue corresponsal para El Periódico de Catalunya durante cinco años, medio en el que sigue colaborando como cronista cultural. También es profesora en la Escuela de Escritura del Ateneo de Barcelona.
Olga Merino se estrenó como novelista en 1999 con Cenizas rojas (Ediciones B), una obra surgida de sus años como corresponsal en Moscú, que la convirtieron en testimonio directo de la caída del régimen soviético. Después de su debut, bien recibido por la crítica, ha publicado otras novelas de la mano de la Editorial Alfaguara como Espuelas de papel (2004) y Perros que ladran en el sótano (2012). En 2006 fue reconocida con el Premio Vargas Llosa NH de relatos por el cuento Las normas son las normas. La forastera (2020) es su última novela, un canto a la libertad y la resistencia del ser humano que se teje desde una mirada transparente y profunda al suicidio y el aislamiento en la España rural.

## Obra
- Cenizas rojas. 1999
- Espuelas de papel. Alfaguara. 2004.
- Perros que ladran en el sótano. Alfaguara. 2012.
- La forastera. Alfaguara. 2020.
- Cinco inviernos. Alfaguara. 2022.

## Premios y reconocimientos
- Premio de la Real Academia de la Lengua Española a la Mejor Creación Literaria por su novela "La forastera" (Alfaguara).[5]